# Aurélien Joachim
Aurélien Joachim (* 10. August 1986 in Virton, Belgien) ist ein luxemburgischer Fußballspieler mit belgischen Wurzeln.

## Karriere

### Vereine
Der in Belgien geborene und aufgewachsene Aurélien Joachim, Sohn einer luxemburgischen Mutter und eines belgischen Vaters, begann in Rossignol, ein Ort in der Gemeinde Tintigny, mit dem Fußballspielen, ehe er über den FC Lorrain Arlon in die Nachwuchsmannschaften von Royal Excelsior Virton wechselte. Danach ging er zu Excelsior Mouscron, kehrte allerdings später nach Virton zurück und wurde dort in die erste Mannschaft übernommen.
Anfang 2006 ging er nach Deutschland und spielte für die zweite Mannschaft des Zweitligisten VfL Bochum. Nachdem er dort im Kalenderjahr 2006 zu 17 Einsätzen gekommen war, schloss er sich in der Winterpause der Saison 2006/07 der zweiten Mannschaft des damaligen Bundesligisten Alemannia Aachen an. Im Sommer 2007 wechselte Joachim wieder in den belgischen Fußball und spielte für Entente Sportive Jamoigne. Nach einem halben Jahr schloss er sich in Luxemburg dem FC Differdingen 03 an. Von dort ging er zur Saison 2011/12 zum Lokalrivalen F91 Düdelingen.
Anfang September 2012 wechselte Joachim als Profi zum niederländischen Erstligisten Willem II Tilburg. Nach der Saison 2012/13 und dem Abstieg seines Vereins unterschrieb er einen Vertrag beim RKC Waalwijk. Zur Saison 2014/15 wechselte Joachim nach Bulgarien zu ZSKA Sofia. Bis zur Winterpause der Saison 2015/16 spielte er für den englischen Drittligisten Burton Albion, bei dem sein Vertrag im Januar 2016 nach nur sieben Spielen wieder aufgelöst wurde.
Im Februar 2016 unterschrieb er einen Vertrag beim belgischen Zweitligisten Royal White Star Brüssel. Am 6. Februar 2016 absolvierte er sein erstes Spiel für seinen neuen Verein und erzielte im Spiel gegen die KAS Eupen den Treffer zum 4:2-Endstand. Zur Saison 2016/17 wechselte Joachim zum Ligakonkurrenten Lierse SK. Nachdem der Verein wegen Zahlungsschwierigkeiten aufgelöst worden war, wechselte er im Juli 2018 weiter zu seinem ehemaligen Verein Royal Excelsior Virton. Hier konnte er auf Anhieb in seiner ersten Saison den Aufstieg in die belgische zweite Liga feiern. Für die Saison 2020/21 erhielt Virton allerdings keine neue Lizenz und musste zwangsabsteigen.
Am 22. Mai 2020 gab dann sein früherer Verein FC Differdingen 03 die Verpflichtung des Stürmers zur kommenden Saison bekannt. Hier absolvierte Joachim 29 Ligaspiele und erzielte dabei 13 Treffer, ehe er in der Winterpause 2020/21 sein Engagement beendete. Im April 2022 teilte dann der belgische Sechstligist RUS Ethe-Belmont mit, das der Stürmer zur kommenden Spielzeit für den Klub aktiv sein wird.

### Nationalmannschaft
Im Zeitraum von 2005 bis 2019 bestritt er 79 Länderspiele für die A-Nationalmannschaft, für die er 14 Tore erzielte und sich damit als fünferfolgreichster Torschütze hinter Léon Mart (16 Tore) sowie Gustave Kemp, Gerson Rodrigues und Nicolas Kettel (je 15 Tore) einreiht. Das Länderspiel, in dem er am 26. Mai 2014 gegen die Nationalmannschaft Belgiens, bei der 1:5-Niederlage in Genk mitwirkte und das einzige Tor seiner Mannschaft erzielte, wurde nachträglich am 4. Juni 2014 als inoffizielles Freundschaftsspiel gewertet, da der belgische Trainer Marc Wilmots sieben, anstatt der erlaubten sechs Spieler eingewechselt hatte.

## Erfolge / Auszeichnung
- Luxemburgischer Meister: 2012
- Luxemburgischer Pokalsieger: 2010, 2011, 2012
- Luxemburgischer Spieler des Jahres: 2012[8]

## Persönliches
Aurélien Joachim ist der Halbbruder des ehemaligen luxemburgischen Radprofis Benoît Joachim.